# Daiki Yagishita
Daiki Yagishita (柳下 大樹 Yagishita Daiki?), född 9 augusti 1995 i Saitama prefektur, är en japansk fotbollsspelare.
Yagishita började sin karriär 2014 i Matsumoto Yamaga FC. 2017 flyttade han till Kataller Toyama.